# Tamás Somorácz
Tamás Somorácz (Szekszárd, 11 aprile 1992) è un canoista ungherese, specializzato nella velocità.

## Carriera
Somorácz inizia la sua carriera agonistica internazionale nel 2010, esordendo ai Campionati Europei di Canoa Sprint Junior.
Vince la sua prima medaglia in una competizione assoluta ai Mondiali 2015 di Milano con un bronzo nella categoria K2 500 metri a squadre in collaborazione con Dávid Hérics.
L'anno successivo mette in bacheca la prima medaglia d'oro agli Europei 2016 di Mosca con la vittoria del K4 a squadre 500 metri con Sándor Tótka, Péter Molnár e Bence Nádas, e si qualifica alle Olimpiadi 2016 di Rio de Janeiro, arrivando alle semifinali, concludendo all'undicesimo posto
Vince la sua seconda medaglia d'oro agli Europei 2018 di Belgrado nel K2 a squadre 500 metri coadiuvato da Milán Mozgi.

## Palmarès
- Mondiali

Milano 2015: bronzo nel K2 a squadre 500 metri.
- Europei

Mosca 2016: oro nel K4 a squadre 500 metri.
Belgrado 2018: oro nel K2 a squadre 500 metri.